# 四国総合通信局
四国総合通信局（しこくそうごうつうしんきょく、英: Shikoku Bureau of Telecommunications）とは、情報通信行政を所管する総務省の地方支分部局である。徳島県・香川県・愛媛県・高知県を管轄している。
当局は愛媛県松山市に所在しているが、四国管区における国の出先機関（地方支分部局）は15局中13局が香川県高松市に所在しているため、当局は松山市に所在する唯一の管区地方支分部局となっている。

## 所在地
- 〒790-8795 愛媛県松山市味酒町二丁目14番地4

## コールサイン
四国総合通信局管内のアマチュア無線のコールサインは5が付く。

## 組織
- 職員数：78人（2022年12月31日時点）
- 下部機関数：なし（2007年7月1日時点）

本所組織図
- 総務部（総務課 - 財務室）
- 総合通信調整官
- 総合通信相談所
- 情報通信部（電気通信事業課 - 情報通信振興課 - 放送課）
- 無線通信部（電波利用企画課 - 無線通信課）
- 電波監理部（電波利用環境課 - 監視調査課）

## 沿革
- 1949年（昭和24年）6月1日 - 四国電波管理局を設置。
  - 逓信省の2省分離に伴い電気通信省が設置され、さらにその外局として設置された電波庁の地方支分部局としての扱い。
- 1950年（昭和25年）6月1日 - 四国電波監理局を設置。
  - 電波法、放送法の施行に伴い、総理府の外局として設置された電波監理委員会事務局の電波監理総局の地方機関としての扱い。
- 1952年（昭和27年）8月1日 - 電波監理委員会の廃止に伴い郵政省の地方支分部局となる。
- 1985年（昭和60年）4月1日 - 電気通信事業法の施行等に伴い四国電気通信監理局となる。
- 2001年（平成13年）1月6日 - 中央省庁再編に伴い総務省へ移管され、四国総合通信局となる。
- 2018年（平成30年）11月26日 - 現住所に移転。新庁舎での業務開始。

## 庁舎移転
旧本庁舎は、2007年に総務省から郵政事業庁が分離民営化される際に日本郵政グループ松山ビルとして移管され間借りの状態となったうえに、同ビルは老朽化が問題となっていた。また別館についても、前面道路が愛媛県と松山市が整備を行う予定のJR松山駅駅前整備に係る道路用地として拡幅される予定であるため、将来的には立ち退きをする必要がある。四国総合通信局はこの別館の立ち退きを受け、老朽化している本庁も含めた移転を計画。移転先については具体的には決定していないものの、松山市外へ移転する可能性もあることから、松山市議会や愛媛県議会では国に対し松山市外への移転をさせないよう2010年9月27日と10月8日にそれぞれ意見書を提出している。要旨としては「総合通信局の松山市外移転は松山市の情報通信分野や地域経済に甚大な影響を及ぼす他、地元への定着もあることから是非とも松山市外へは移転しないように要望する」というものである。
これら市外への移転を食い止めようとする愛媛県や松山市に対し、移転先としての受け入れに積極的なのが香川県高松市である。高松市議会でも議題に挙がっており、当時建設中だった高松サンポート合同庁舎への誘致が有力視されていた。高松市には四国管区における国の出先機関（地方支分部局）15局中、総合通信局と森林管理局を除く13局が所在しており、香川県と高松市はそれら出先機関を一ヶ所に集約した高松サンポート合同庁舎を建設中で、2006年（平成18年）11月には先行してA棟が完成し翌月12月に運用を開始した。残るB棟についても2007年度予算案に設計費が盛り込まれたが、政権交代により2010年度からは予算が凍結されている。しかし、香川県と高松市はこのB棟建設に意欲的であり、松山市・愛媛県意見書提出直後の2010年11月18日には国会議員に対しB棟の早期着工を要望していた。
しかし、四国総合通信局は2015年4月10日、「庁舎移転に伴う新庁舎の設計」として、現庁舎近くに庁舎移転のため平成27年度に新庁舎の設計を行うことを発表し、これにより国立印刷局松山倉庫跡地（松山市味酒町二丁目14番地4）への移転が決定した。2016年度に着工し、2017年度末の完成を予定している。
2018年11月26日、新庁舎での業務開始。